# كريستوفر داير
كريستوفر داير (بالإنجليزية: Christopher Dyer)‏ هو مؤرخ بريطاني، ولد في 1944.